# Vũ Tú
Vũ Tú (20 febbraio 1987) è uno scultore vietnamita specializzato nella scultura su pietra monolitica nell’ambito dell’arte visiva contemporanea.

## Biografia
Vũ Tú è nato il 20 febbraio 1987 nel villaggio di Ngọc Quan, comune di Lâm Thao, provincia di Bắc Ninh (Vietnam), in una famiglia della stirpe Vũ, nota per la sua tradizione di studio. È discendente di personalità storiche come Vũ Miên (Gran Consigliere del periodo Lê Trung Hưng) e Vũ Trinh (autore "Gia Long Codes").
Ha studiato Fisica per quattro anni presso l’Università Hồng Đức (Vietnam), dove si è laureato con il massimo dei voti, ottenendo numerose borse di studio e riconoscimenti come uno degli studenti più eccellenti dell’università.

## Carriera
Vũ Tú ha imparato la scultura da autodidatta dopo un periodo di ricerca e attività in istituzioni come l’Università delle Belle Arti di Ho Chi Minh City, l’Università delle Arti di Huế, e il villaggio artigianale di Non Nước (Đà Nẵng).
È stato riconosciuto dagli esperti come una “connessione” tra scienze naturali e arti visive, grazie alla combinazione di pensiero logico e creatività artistica.
Realizza opere direttamente su pietra monolitica senza l’uso di modelli intermedi, concentrandosi su temi come statue buddiste, statue cristiane, paesaggi bonsai e bacini ornamentali.
Il suo stile fonde elementi tradizionali e moderni, orientali e occidentali, con attenzione alla forma, alla luce e alla profondità.

## Contributi alla società
La stampa e le riviste di settore lo hanno definito “primus inter pares” o “il primo laureato” del campo della scultura vietnamita.
È stato inserito nella categoria “Vietnamiti eccellenti” dal sito “Việt Nam Văn Hiến”. Attualmente opera principalmente a Ho Chi Minh City; ha anche lavorato e creato per lunghi periodi a Huế e Đà Nẵng.Le sue opere sono state apprezzate dagli esperti per la profonda riflessione sui rapporti tra l’uomo e la natura, tra tradizione e modernità, tra espressione individuale e dimensione sociale.
Si avvicina sempre alla pietra con l’idea che “i granuli ultrafini della pietra siano meravigliosi”; predilige l’uso del marmo bianco e riconosce l’influenza del pensiero scultoreo di Michelangelo. Vũ Tú afferma di considerarsi ancora “uno studente di Michelangelo”, mantenendo un atteggiamento umile.